# Daniel Muñoz de la Nava
Daniel Muñoz de la Nava (* 29. Januar 1982 in Madrid) ist ein ehemaliger spanischer Tennisspieler.

## Karriere
Muñoz de la Nava spielte 1999 und 2000 erfolgreich auf der ITF Junior Tour. Er gewann im Einzel einen Titel der Kategorie Grade 1 und nahm an drei Grand-Slam-Turnieren der Junioren teil. Bei den US Open erreichte er sein bestes Resultat, ein Achtelfinale im Einzel und ein Viertelfinale im Doppel. Er schaffte es bis Platz 23 der Junior-Rangliste.
Muñoz de la Nava war vor allem auf der ATP Challenger Tour erfolgreich. Seinen ersten Titel im Einzel gewann er dort zwar erst 2011, zuvor sicherte er sich aber bereits 13 Titel im Doppel. Es kamen bis 2019 sieben weitere dazu. Bis auf einen Titel gewann der Spanier alle Titel auf Sand. Auf der ATP World Tour erzielte er 2012 sein bestes Ergebnis in Estoril, als er als Qualifikant ins Viertelfinale einziehen konnte. Dabei schlug er neben Javier Martí auch den gesetzten Italiener Flavio Cipolla. Im Doppel erreichte er in Hamburg zudem ein Finale. Bei Grand-Slam-Turnieren gelang ihm 2012 bei den French Open erstmals die Qualifikation für das Hauptfeld. Er verlor jedoch sein Auftaktspiel gegen Marin Čilić glatt in drei Sätzen. Er kam bei fünf Teilnahmen nicht über die Auftaktrunde hinaus. 2019 gab er sein Karriereende bekannt.

## Erfolge
| Legende (Anzahl der Siege)  |
| Grand Slam                  |
| ATP World Tour Finals       |
| ATP World Tour Masters 1000 |
| ATP World Tour 500          |
| ATP World Tour 250          |
| ATP Challenger Tour (20)    |

### Einzel

#### Turniersiege
| Nr. | Datum              | Turnier   | Belag | Finalgegner             | Ergebnis      |
| --- | ------------------ | --------- | ----- | ----------------------- | ------------- |
| 1.  | 21. August 2011    | Cordenons | Sand  | Nicolás Pastor          | 6:4, 2:6, 6:2 |
| 2.  | 12. April 2015     | Neapel    | Sand  | Matteo Donati           | 6:2, 6:1      |
| 3.  | 14. Juni 2015      | Moskau    | Sand  | Radu Albot              | 6:0, 6:1      |
| 4.  | 12. September 2015 | Meknès    | Sand  | Roberto Carballés Baena | 6:4, 6:2      |

### Doppel

#### Turniersiege
| Nr. | Datum              | Turnier           | Belag     | Partner               | Finalgegner                                          | Ergebnis           |
| --- | ------------------ | ----------------- | --------- | --------------------- | ---------------------------------------------------- | ------------------ |
| 1.  | 2. September 2007  | Tscherkassy       | Sand      | Santiago Ventura      | Serhij Bubka Alexander Kudrjawzew                    | 6:2, 7:64          |
| 2.  | 21. März 2008      | Meknès            | Sand      | Alberto Martín        | Michail Jelgin Juri Schtschukin                      | 6:4, 6:72, [10:6]  |
| 3.  | 5. April 2008      | Saint-Brieuc      | Sand      | Adrian Cruciat        | Yu Xinyuan Zeng Shaoxuan                             | 4:6, 6:4, [10:4]   |
| 4.  | 10. Mai 2008       | Telde             | Sand      | Daniel Gimeno Traver  | Miguel Ángel López Jaén José Antonio Sánchez de Luna | 6:3, 6:1           |
| 5.  | 2. August 2008     | Timișoara         | Sand      | Rubén Ramírez Hidalgo | Adrian Cruciat Florin Mergea                         | 3:6, 6:4, [11:9]   |
| 6.  | 6. September 2008  | Brașov            | Sand      | David Marrero         | Carlos Poch Gradin Pablo Santos González             | 6:4, 6:3           |
| 7.  | 4. Juli 2010       | Arad              | Sand      | Sergio Pérez Pérez    | Franko Škugor Ivan Zovko                             | 6:4, 6:1           |
| 8.  | 25. Juli 2010      | Posen             | Sand      | Rui Machado           | Jamie Cerretani Adil Shamasdin                       | 6:2, 6:3           |
| 9.  | 12. September 2010 | Sevilla (1)       | Sand      | Santiago Ventura      | Nikola Ćirić Guillermo Olaso                         | 6:2, 7:5           |
| 10. | 3. Oktober 2010    | Neapel            | Sand      | Simone Vagnozzi       | Andreas Haider-Maurer Bastian Knittel                | 1:6, 7:65, [10:6]  |
| 11. | 24. Oktober 2010   | Santiago de Chile | Sand      | Rubén Ramírez Hidalgo | Nikola Ćirić Goran Tošić                             | 6:4, 6:2           |
| 12. | 15. Mai 2011       | Zagreb            | Sand      | Rubén Ramírez Hidalgo | Franko Škugor Mate Pavić                             | 6:2, 7:610         |
| 13. | 24. Oktober 2011   | Sevilla (2)       | Sand      | Rubén Ramírez Hidalgo | Gerard Granollers Adrián Menéndez                    | 6:4, 6:74, [13:11] |
| 14. | 24. März 2012      | Marrakesch        | Sand      | Martin Kližan         | Íñigo Cervantes Federico Delbonis                    | 6:3, 1:6, [12:10]  |
| 15. | 15. März 2015      | Guangzhou         | Hartplatz | Alexander Nedowessow  | Fabrice Martin Purav Raja                            | 6:2, 7:5           |
| 16. | 29. August 2015    | Manerbio          | Sand      | Flavio Cipolla        | Gero Kretschmer Alexander Satschko                   | 7:65, 3:6, [11:9]  |

#### Finalteilnahmen
| Nr. | Datum         | Turnier | Belag | Partner                | Finalgegner                     | Ergebnis |
| --- | ------------- | ------- | ----- | ---------------------- | ------------------------------- | -------- |
| 1.  | 22. Juli 2012 | Hamburg | Sand  | Rogério Dutra da Silva | David Marrero Fernando Verdasco | 4:6, 3:6 |